# Papenhagen
Papenhagen ist eine Gemeinde im Landkreis Vorpommern-Rügen und gehört zum Amt Franzburg-Richtenberg mit Sitz in der Stadt Franzburg. Bis zum 1. Januar 2004 war Papenhagen Teil des aufgelösten Amtes Kronskamp.
Papenhagen liegt etwa fünf Kilometer nordwestlich von Grimmen.
Südlich der Gemeinde verläuft die Bundesautobahn 20. Diese ist über den Anschluss Grimmen-Ost (ca. acht Kilometer) zu erreichen.

## Ortsteile
Vor dem Jahr 1648 gehörte Papenhagen zum Herzogtum Pommern. Nach dem Dreißigjährigen Krieg bis zum Jahr 1815 gehörte die Gegend zu Schwedisch-Pommern und danach zur preußischen Provinz Pommern.
Papenhagen war bis 1952 Teil des Landkreises Grimmen und gehörte bis 1990 zum Kreis Grimmen im Bezirk Rostock. Seit 1990 gehört die Gemeinde zum Kreis Grimmen und ab 1994 zum Kreis Nordvorpommern im Land Mecklenburg-Vorpommern.
| - Papenhagen - Hoikenhagen - Rolofshagen | - Schönenwalde - Sievertshagen - Ungnade |

## Geschichte

### Papenhagen
Papenhagen ist dem Namen nach eine frühdeutsche Gründung, die wohl auf das Kloster Neuenkamp (Franzburg) zurückgeht. In der Vorzeit war Papenhagen Zubehör des Gutes Quitzin, erst in der Hand der Familie von Budde, dann im Besitztum derer von der Lipe. Beide gelten als ausgestorben. Mindestens seit Anfang des 19. Jahrhunderts war Papenhagen ein Bauerndorf, noch heute zeigen das die Strukturen des Dorfes mit den auseinanderliegenden einzelnen Gehöften. Mitten im Dorf lag die inzwischen abgerissene Gaststätte. Papenhagen hatte zwei Windmühlen, die noch im 20. Jahrhundert in Betrieb waren. In den Wiesen zwischen Papenhagen und Rolofshagen befand sich das Armenhaus der Gemeinde. Am Ortsausgang in Richtung Hoikenhagen war die Dorfschule.

### Hoikenhagen
Die Historie von Hoikenhagen wurde vormals durch das bestehende Rittergut geprägt. Im geschichtlichen Vorfeld gab es bereits adeligen Besitz am Ort. Die Familie von Küssow besaß ab 1589 mindestens einen Hof in Hoikenhagen, etwaig zum Ausbau eines gutsherrlichen Vorwerkes, aus denen zumeist Nebengüter entstanden. Zuletzt war der 267 ha Besitz in bürgerlichen Händen der Familie Ernst Prützmann.

### Rolofshagen
Rolofshagen war ebenfalls eine deutsche Rodungssiedlung, war aber ein Gutsdorf und das Kirchdorf der Gemeinde. Von der frühdeutschen Gründung zeugt noch heute ein sehenswerter Turmhügel mit Wassergraben. Um
1909/10 kam das Gut von Rittmeister Waldemar Reimer an die Familie von Veltheim. Käufer und somit bekanntester Grundbesitzer auf Rolofshagen wurde der Fideikommissherr und Träger mehrerer Ämter, Werner von Veltheim auf Quitzin. Veltheim war unter anderem preußischer Kammerherr, Zeremonienmeister und Schloßhauptmann zu Königs Wusterhausen sowie Mitglied des Preußischen Herrenhauses. Sein Hauptwohnsitz blieb aber das Gut Schönfließ in der Nähe von Berlin. Die Begüterung Rolofshagen erbte dann der Sohn Burghard von Veltheim-Quitzin (1873–1951). Der Major und Rechtsritter des Johanniterordens war mit der Gutsbesitzerstochter Elisabeth von Alvensleben-Schönborn, aus dem gräflichen Haus dieser bekannten Adelsfamilie, verheiratet. Die Familie bewohnte als Hauptsitz das Gut in Schönfließ.

### Schönenwalde
Vormals als Schönwalde geführt ist 1823 ein Hof in Schönenwalde als Privatbesitz bezeugt. Die Ortschaft hatte zu jener Zeit 41 Einwohner. Einhundert Jahre später besteht ein 202 ha Rittergut in Händen des Königlichen Ökonomierates Karl Hecht, verpachtet an Bernhard Dieckmann.

### Sievertshagen
Auch Sievertshagen besaß einst ein 200 ha Gut. Dieses hatte aber nicht den Status eines klassischen landtagsfähigen Rittergutes. Inhaber war unter anderem nach dem Güter-Adressbuch Pommern die Familie Johann Thormann. Am 1. Juli 1950 wurde die bis dahin eigenständige Gemeinde Sievertshagen nach Papenhagen eingegliedert.

### Ungnade
Der Ortsname bezieht sich vermutlich versus im Kontext auf den Papen, den Pastor, mit dessen Nähe sich das alltägliche Leben leichter gestaltete. Ungnade gehörte Jahrhunderte zum Kloster Neuenkamp, dann zum Amt Franzburg und wurde dadurch preußisch und Domäne. Das Dorf, zu mindestens wesentliche Teile der Gemarkung, galten Anfang des 20. Jahrhunderts weiterhin als fiskalischer Besitz. Pächter des 424 ha großen Areals war damals der königliche Ober-Amtmann B. Pasewaldt.

## Wappen, Flagge, Dienstsiegel
Die Gemeinde verfügt über kein amtlich genehmigtes Hoheitszeichen, weder Wappen noch Flagge. Als Dienstsiegel wird das kleine Landessiegel mit dem Wappenbild des Landesteils Vorpommern geführt. Es zeigt einen aufgerichteten Greifen mit aufgeworfenem Schweif und der Umschrift „GEMEINDE PAPENHAGEN * LANDKREIS VORPOMMERN-RÜGEN“.

## Sehenswürdigkeiten

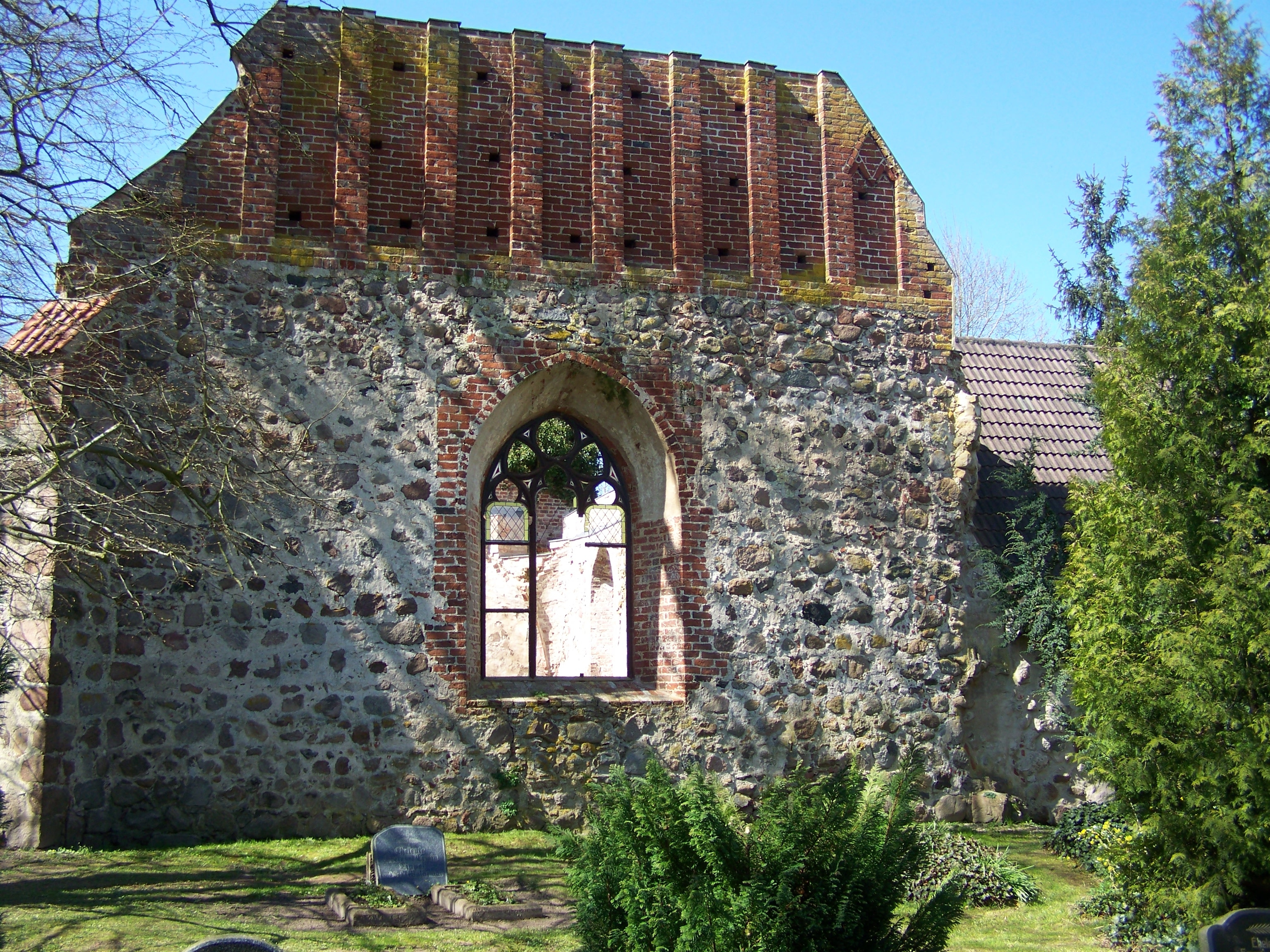
Rolofshagen, Kirchenruine

- In Sievershagen befindet sich ein kleines Zweiradmuseum.
- In Rolofshagen befindet sich die Ruine der Dorfkirche Rolofshagen.
- In Rolofshagen ist ein gut erhaltener Turmhügel mit Wassergraben.

## Persönlichkeiten
- Ernst Melms (1831–1913), preußischer Generalleutnant